# Brittiska Cypern
Brittiska Cypern var det brittiska imperiets besittning av Cypern från 1878 till 1960.
Ön Cypern, som sedan 1570-talet stått under ottomansk överhöghet, blev ett brittisk protektorat genom Cypernkonventionen 1878, enligt vilken britterna fick använda Cypern som bas i östra medelhavsområdet i utbyte mot skydd av sultanens asiatiska besittningar från Ryssland. Cypern förblev ett brittiskt protektorat fram till 1914, då britterna annekterade ön, sedan första världskriget brutit ut och det brittiska imperiet och osmanska riket blivit motståndare. Vid Lausannefreden 1923 erkände Turkiet Storbritanniens överhöghet över ön, och två år senare, 1925, förklarades Cypern officiellt vara en brittisk kronkoloni. I augusti 1960 blev Cypern en självständig republik.